# ケイリー・ハミルトンの定理

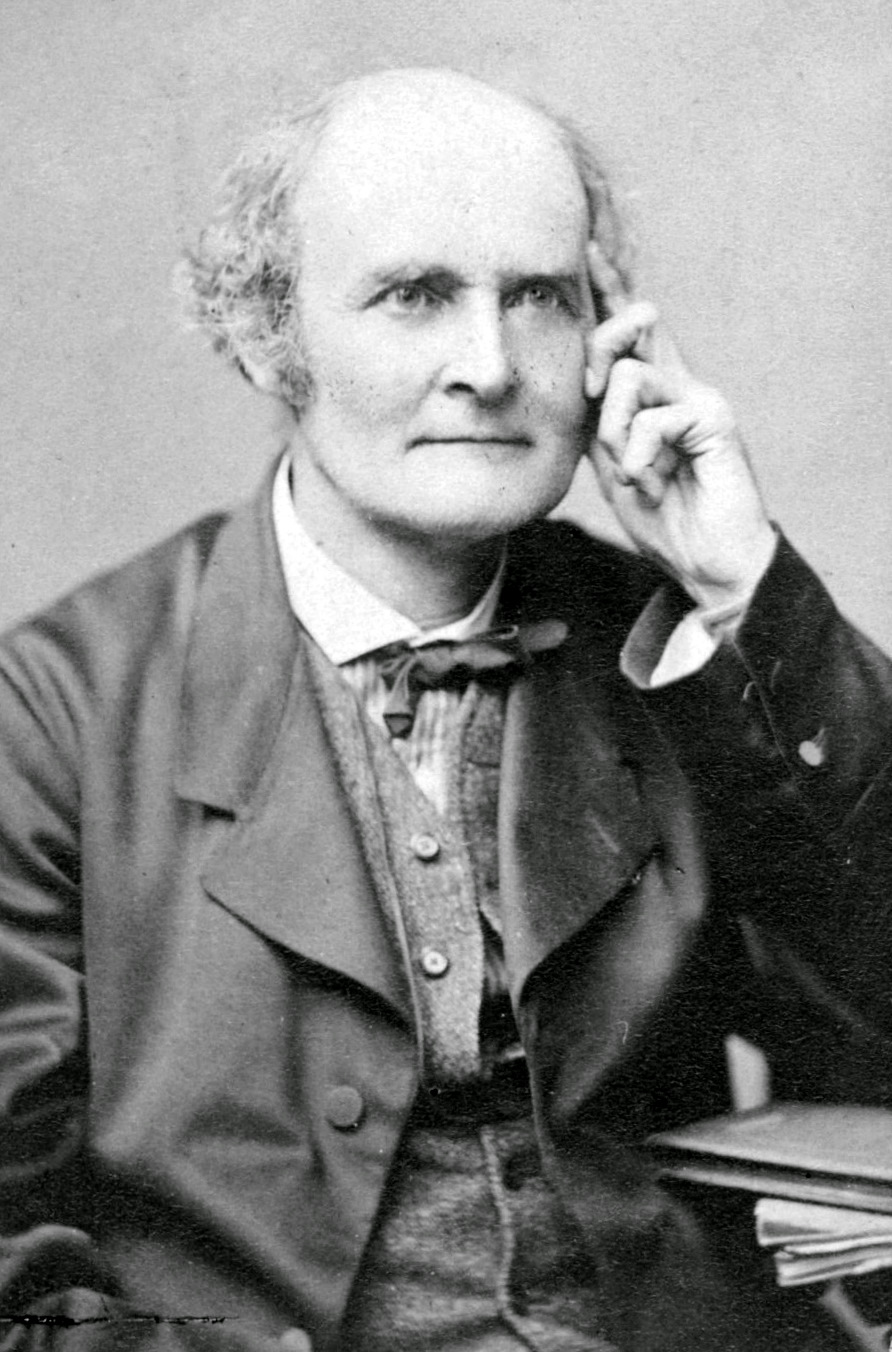
王立協会フェロー・アーサー・ケイリー (1821-1895) は19世紀のブリテンを代表する純粋数学者として広く知られている。ケイリーは1848年にダブリンに赴き、ハミルトンから発見者直々に四元数の講義を受けている。のちにケイリーは、四元数に関する成果を出版する2番目となることによりハミルトンに印象付けた。
ケイリーは 3次以下の行列に対して定理を証明したが、2次の場合に対してだけ証明を発表した。一般の n次の場合についてケイリーは「……、任意次数の行列という一般の場合に定理をきちんと証明する労を引き受ける必要を覚えない。」と述べている。

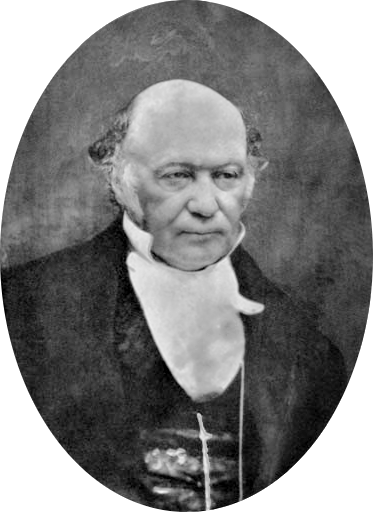
アイルランドの物理学・天文学・数学者ウィリアム・ローワン・ハミルトン (1805-1865) は米国科学アカデミー初の外国人会員である。幾何学をいかにして研究すべきかについては対立する位置に立ちながらも、ハミルトンは常にケイリーと最良の関係を留めていた。
ハミルトンは四元数に関する線型函数に対して、それ自身が満足するある種の方程式の存在を証明した。

線型代数学におけるケイリー・ハミルトンの定理（ケイリー・ハミルトンのていり、英: Cayley–Hamilton theorem）、またはハミルトン・ケイリーの定理とは、（実数体や複素数体などの）可換環上の正方行列は固有方程式を満たすという定理である。アーサー・ケイリーとウィリアム・ローワン・ハミルトンに因む。
n次正方行列 A に対して、In を n次単位行列とすると、A の固有多項式は
{\displaystyle p(\lambda ):=\det(\lambda I_{n}-A)}
で定義される。ここで det は行列式を表し、λ は係数環の元（スカラー）である。引数の行列は各成分が λ の 1次式以下の多項式（1次式または定数）だから、その行列式も λ の n次モニック多項式になる。ケイリー・ハミルトンの定理の主張は、固有多項式を行列多項式と見れば A が零点であること、すなわち上記の λ を行列 A で置き換えた計算結果が零行列であること、すなわち {\displaystyle p(A)=O} の成立を述べるものである。
注置き換えにおいて、λ の冪は、A の、行列の積による冪に置き換わるから、特に p(λ) の定数項は A0 すなわち単位行列の定数倍に置き換わる。
定理により、特に An は、より低次の A の多項式で表されることが分かる。係数環が体のとき、ケイリー・ハミルトンの定理は「任意の正方行列 A の最小多項式は A の固有多項式を整除する（割り切る）」という主張に同値である。
この定理は1853年にハミルトンが初めて証明した（それは「非可換」環である四元数を変数とする一次函数の逆を用いたものであった）。これは一般の定理において、実4次または複素2次という特別の場合に当たるものである。
ケイリー・ハミルトンの定理は、四元数係数の行列に対しても成立する。
1858年にケイリーは 3次およびそれより小さい行列に関して定理を述べているが、証明は 2次の場合のみを著している。一般の場合が初めて証明されたのは1878年でフロベニウスによる。

## 例

### 1次
1次正方行列 A = (a) に対し、その固有多項式は p(λ) ≔ λ − a であり、p(A) = (a) − a⋅I1 = (0) は明らかである。

### 2次
2次正方行列 {\displaystyle A={\begin{pmatrix}a&b\\c&d\end{pmatrix}}} に対しては、固有多項式は
 p(λ) ≔ λ2 − (a + d)λ + (ad − bc)
となり、ケイリー・ハミルトンの定理の述べるところによれば
{\displaystyle p(A)=A^{2}-(a+d)A+(ad-bc)I_{2}={\begin{pmatrix}0&0\\0&0\end{pmatrix}}}
が成り立つはずであるが、これは実際に A2 の成分を具体的に書き出せば、確かに成り立っていることが確認できる。

## 短絡的な「証明」の誤りに関する注意
この定理を証明するのに、固有多項式：
の λ を A に置き換えて
を得るとするのは、明らかに誤った論法である。
この論法が誤りである理由は、第一に、上式 error の左辺は n次正方行列、右辺はスカラーである 0 であり、（n = 1 でない限り）不合理である。
第二に、(1) の右辺の λ はスカラーだからこそ行列式として意味をもつものであり、行列式の展開の前に λ を A に置き換えると意味をなさなくなる。
様子が分かるように具体的に 2次の場合をとらえると、
{\displaystyle p(\lambda )={\begin{vmatrix}\lambda -a&-b\\-c&\lambda -d\end{vmatrix}}}
の λ を {\displaystyle A={\begin{pmatrix}a&b\\c&d\end{pmatrix}}} に置き換えても、行列式としての意味をなさなくなることが分かる。
ただし、スカラーであるところをスカラー行列（単位行列のスカラー倍）で置き換えた区分行列
{\displaystyle {\begin{pmatrix}{\begin{pmatrix}a&b\\c&d\end{pmatrix}}-aI_{2}&-bI_{2}\\-cI_{2}&{\begin{pmatrix}a&b\\c&d\end{pmatrix}}-dI_{2}\end{pmatrix}}=\left({\begin{array}{cc|cc}0&b&-b&0\\c&d-a&0&-b\\\hline -c&0&a-d&b\\0&-c&c&0\end{array}}\right)}
を考えるならば式としては有効で、この行列式は実際に 0 になるが、この行列が上記の論法で det の引数とした AIn − A でないことは明らかである。
あるいはまた、この論法が実際に成立していたと仮定した場合、それは行列式以外にもほかの任意の多重線型形式についても成立しないといけないことになる（つまり任意の線型写像は零ベクトルを零ベクトルに写すのだから、AIn − A = O（零行列）は任意の多重線型形式で 0 に写る）。そのような多重線型形式として例えばパーマネント (permanent)を使って q(λ) ≔ perm(λ⋅In − A) とすれば、同じ論法で q(A) = 0 が証明されなければならないわけだが、それは見るからに誤りである。実例として 2次の場合を書けば、{\displaystyle \operatorname {perm} {\begin{pmatrix}a&b\\c&d\end{pmatrix}}=ad+bc} であるから、{\displaystyle q(\lambda )=\operatorname {perm} (\lambda I_{2}-A)=\lambda ^{2}-(a+d)\lambda +(ad+bc)} であり、これに A を代入した
{\displaystyle q(A)=A^{2}-(a+d)A+(ad+bc)I_{2}={\begin{pmatrix}2bc&0\\0&2bc\end{pmatrix}}} は一般には零でない。
ケイリー・ハミルトンの定理の証明の中には、数以外を成分とする行列を用いて、あたかも error 式を用いた論法にある意味似た方法をとるものがあるが、その場合でも AIn は A と等しくなく、結論も異なる所へ到達する。

## 応用
n次正方行列の固有多項式：
{\displaystyle p(t)=t^{n}+c_{n-1}t^{n-1}+\dots +c_{1}t+c_{0}}
において、i次の係数 ci は A の固有値たちのなす (n − i)次基本対称式に等しい。特に、定数項（0次の係数）c0 は固有値の総乗ゆえそれは A の行列式 detA に等しい。
ニュートンの公式を用いると、基本対称式は冪和対称式で書き表せるから、上記の ci は固有値の冪和対称式 {\displaystyle s_{k}=\textstyle \sum \limits _{i=1}^{n}{\lambda _{i}}^{k}} たちで表されると分かるが、
{\displaystyle s_{k}=\textstyle \sum \limits _{i=1}^{n}{\lambda _{i}}^{k}=\operatorname {tr} A^{k}}
である。したがって、ci は Ak のトレースたちで書き表せる。特に {\displaystyle c_{n-1}=\operatorname {tr} A} である。

### 行列式の計算および逆行列
ケイリー・ハミルトンの定理により、一般の n次正則行列 A（つまり A の行列式は 0 でない）に対し、その逆行列 A−1 は A の n − 1次以下の行列多項式で表せる。実際、
式 (∗) において、定数項を移項すると
{\displaystyle -(-1)^{n}\det(A)I_{n}=A(A^{n-1}+c_{n-1}A^{n-2}+\cdots +c_{1}I_{n})}
両辺に A−1 を掛けると
{\displaystyle A^{-1}={\frac {(-1)^{n-1}}{\det A}}(A^{n-1}+c_{n-1}A^{n-2}+\cdots +c_{1}I_{n})}
を得る。
一般に、係数 ci を与える公式が、完全指数型ベル多項式によって
{\displaystyle c_{n-k}={\frac {(-1)^{k}}{k!}}B_{k}(s_{1},-1!s_{2},2!s_{3},\cdots ,(-1)^{k-1}(k-1)!s_{k})}
と与えられる。特に A の行列式は c0 であるから、トレースを含む表示（トレース恒等式）として
{\displaystyle \det(A)={\frac {1}{n!}}B_{n}(s_{1},-1!s_{2},2!s_{3},\cdots ,(-1)^{n-1}(n-1)!s_{n})}
と書ける。同様に、
{\displaystyle A^{-1}={\frac {1}{\det A}}\textstyle \sum \limits _{k=0}^{n-1}(-1)^{n+k-1}{\dfrac {A^{n-k-1}}{k!}}B_{k}(s_{1},-1!s_{2},2!s_{3},\cdots ,(-1)^{k-1}(k-1)!s_{k})}
なる表示もできる。
例えば、ベル多項式の最初の方は B0 = 1, B1(x1) = x1, B2(x1, x2) = x 2
1  + x2, B3(x1, x2, x3) = x 3
1  + 3x1x2 + x3, … であるから、これらを用いて 2次の場合の固有多項式の係数 ci を具体的に計算すれば
{\displaystyle {\begin{aligned}&c_{2}=B_{0}=1,\quad c_{1}={\frac {-1}{1!}}B_{1}(s_{1})=-s_{1}=-\operatorname {tr} (A)\\&c_{0}={\frac {1}{2!}}B_{2}(s_{1},-1!s_{2})={\frac {1}{2}}(s_{1}^{2}-s_{2})={\frac {1}{2}}((\operatorname {tr} (A))^{2}-\operatorname {tr} (A^{2}))\end{aligned}}}
などとなる。ここで、c0 は行列式であるから、この場合の逆行列を
{\displaystyle A^{-1}={\frac {-1}{\det A}}(A+c_{1}I_{2})={\frac {-2(A-\operatorname {tr} (A)I_{2})}{(\operatorname {tr} (A))^{2}-\operatorname {tr} (A^{2})}}}
と計算することができる。
注
ここで出てきた式 1/2((trA)2 − tr(A2)) は、cn−k に対する（ベル多項式を用いた）一般式から出たものだから、n次正方行列に対してもこれは常に λn−2 の係数 cn−2 を与えるものとなっていることが一見して分かる。ゆえに特に、3次正方行列 A に対するケイリー・ハミルトンの定理の主張を
{\displaystyle A^{3}-(\operatorname {tr} A)A^{2}+{\frac {1}{2}}((\operatorname {tr} A)^{2}-\operatorname {tr} (A^{2}))A-\det(A)I_{3}=O}
と書くことができる。同様に  の場合の行列式は今度は
{\displaystyle {\begin{aligned}\det(A)&={\frac {1}{3!}}B_{3}(s_{1},-1!s_{2},2!s_{3})={\frac {1}{6}}(s_{1}^{3}+3s_{1}(-s_{2})+2s_{3})\\&={\tfrac {1}{6}}((\operatorname {tr} A)^{3}-3\operatorname {tr} (A^{2})(\operatorname {tr} A)+2\operatorname {tr} (A^{3}))\end{aligned}}}
と書けるが、これはそのまま一般の場合の λn−3 の係数 cn−3 を表す式として理解できる。ゆえにさらにこれを用いて 4次正方行列 A に対する定理の主張は
{\displaystyle A^{4}-(\operatorname {tr} A)A^{3}+{\tfrac {1}{2}}{\bigl (}(\operatorname {tr} A)^{2}-\operatorname {tr} (A^{2}){\bigr )}A^{2}-{\tfrac {1}{6}}{\bigl (}(\operatorname {tr} A)^{3}-3\operatorname {tr} (A^{2})(\operatorname {tr} A)+2\operatorname {tr} (A^{3}){\bigr )}A+\det(A)I_{4}=O}
と書けるし、この場合の行列式
{\displaystyle {\tfrac {1}{24}}((\operatorname {tr} A)^{4}-6\operatorname {tr} (A^{2})(\operatorname {tr} A)^{2}+3(\operatorname {tr} (A^{2}))^{2}+8\operatorname {tr} (A^{3})\operatorname {tr} (A)-6\operatorname {tr} (A^{4}))}
は cn−4 を表す式に他ならない。以下より大きな次数の行列に対しても帰納的に同様の話を適用することができる。
係数 ck に対するもっと複雑な表示が、ニュートンの公式やファデーエフ–ルヴェリエのアルゴリズムなどから導ける。係数 ck を求める別の方法として、一般の n次正方行列でどの根も 0 でないものと仮定すれば、指数函数を用いた行列式の別表示
{\displaystyle p(\lambda )=\det(\lambda I_{n}-A)=\lambda ^{n}\exp(\operatorname {tr} (\log(I_{n}-A/\lambda )))}
を用いたアルゴリズムがある。メルカトル級数を用いて書けば
{\displaystyle p(\lambda )=\lambda ^{n}\exp \!{\bigg (}-\operatorname {tr} \textstyle \sum \limits _{m=1}^{\infty }{\dfrac {({\frac {A}{\lambda }})^{m}}{m}}{\biggr )}}
であるが、p(λ) は n次だから、この指数函数部分は λ−n のオーダーまで展開するだけでよい。λ の最後の負冪はケイリー・ハミルトンの定理により自動的に消える（再度、これには係数環が有理数体を含むことが必要である）。λ に対する係数たちが完全ベル多項式によって直接的に書けることは、この級数表示とベル多項式の母函数を比べれば分かる。この表示を λ に関して微分することで、一般の n に対する固有多項式の一般係数を m次行列式
{\displaystyle c_{n-m}={\frac {(-1)^{m}}{m!}}{\begin{vmatrix}\operatorname {tr} A&m-1&0&\cdots \\\operatorname {tr} A^{2}&\operatorname {tr} A&m-2&\cdots \\\vdots &\vdots &&&\vdots \\\operatorname {tr} A^{m-1}&\operatorname {tr} A^{m-2}&\cdots &\cdots &1\\\operatorname {tr} A^{m}&\operatorname {tr} A^{m-1}&\cdots &\cdots &\operatorname {tr} A\end{vmatrix}}} として求めることができる。

### 高次の冪の計算
ケイリー・ハミルトンの定理は A の冪の間に成り立つ（最も
とは限らないが）関係を記述するものであるから、それにより A の十分大きな指数の冪を含む式の計算において、式を簡単化して A の（n 以上の指数が大きな）冪を直接計算することなく値を評価することができるようになる。
例えば二次の場合に、{\displaystyle A={\begin{pmatrix}a&b\\c&d\end{pmatrix}}} とすれば定理より
{\displaystyle A^{2}=\color {red}\operatorname {tr} (A)A-\det(A)I_{2}}
だから、A4 を計算したければ、順に
{\displaystyle {\begin{aligned}A^{3}&=(\operatorname {tr} (A)A-\det(A)I_{2})A=\operatorname {tr} (A)(\color {red}\operatorname {tr} (A)A-\det(A)I_{2}\color {black})-\det(A)A=\color {green}{(\operatorname {tr} (A)^{2}-\det(A))A-\operatorname {tr} (A)\det(A)I_{2}}\\[5pt]A^{4}&=(\color {green}(\operatorname {tr} (A)^{2}-\det(A))A-\operatorname {tr} (A)\det(A)I_{2}\color {black})A=(\operatorname {tr} (A)^{2}-\det(A))(\color {red}\operatorname {tr} (A)A-\det(A)I_{2}\color {black})-\operatorname {tr} (A)\det(A)A\\&=(\operatorname {tr} (A)^{3}-2\operatorname {tr} (A)\det(A))A-(\operatorname {tr} (A)^{2}\det(A)-\det(A)^{2})I_{2}\end{aligned}}} のように次数の低い多項式表示に帰着される。同様に
{\displaystyle A^{-1}=-{\frac {A-\operatorname {tr} (A)I_{2}}{\det(A)}}.}
二次の場合には二つの項の和で書けるということが上での計算から分かる。事実として、任意の k-乗がその正方行列の次数 n に対して次数高々 n − 1 の多項式として書き表せる。これは定理を行列函数の表示に利用できることの一つの実例であり、次の節でより系統的に述べる。

### 行列函数を多項式に帰着する
解析函数が収束冪級数として
{\displaystyle f(x)=\textstyle \sum \limits _{k=0}^{\infty }a_{k}x^{k}}
と与えられ、n次正方行列 A の固有多項式を p(x) と書くとき、上記の冪級数を十分大きな k で打ち切った多項式に対する剰余付きの除法を考えれば、
{\displaystyle f(x)=q(x)p(x)+r(x)}
で「剰余」多項式 r(x) が 0 ≤ deg r(x) < n となる「商」解析函数 q(x) とともに一意的に決まる。x を行列 A に置き換えれば、ケイリー・ハミルトンの定理により p(A) = O だから、ある種の剰余の定理：
{\displaystyle f(A)=r(A)}
が成り立つ。ゆえに、行列変数の解析函数は各行列 A ごとに n 次以下の行列多項式として書き表される。
上記除算の剰余を {\displaystyle r(x):=c_{0}+c_{1}x+\cdots +c_{n-1}x^{n-1}} と書けば、A の固有値 λ において評価するとき p(λ) = 0 となるから、各固有値に関して等式
{\displaystyle f(\lambda _{i})=r(\lambda _{i})=c_{0}+c_{1}\lambda _{i}+\cdots +c_{n-1}\lambda _{i}^{n-1}\qquad (\forall i=1,2,\cdots ,n)}
を作ることができる。これは n個の線型方程式系になっているから、解くことで係数 ci を決定することができて、
{\displaystyle f(A)=\textstyle \sum \limits _{k=0}^{n-1}c_{k}A^{k}}
が決まる。
固有値が重複を持つ場合、つまり適当な i ≠ j に対して λi = λj となるものが存在するとき、上記の方程式系は少なくとも2つの方程式が一致してしまうから、それにより方程式系を一意に解くことができない。そのような場合には、固有値 λ の重複度が m とすれば、p(x) の m − 1 階までの導函数がその固有値において消えるから、線型独立な方程式
{\displaystyle {\frac {d^{k}f(x)}{{\mathit {dx}}^{k}}}{\Big |}_{x=\lambda }={\frac {d^{k}r(x)}{{\mathit {dx}}^{k}}}{\Big |}_{x=\lambda }\qquad (\forall k=1,2,\cdots ,m-1)}
を新たに m − 1 本追加して、係数 ci を決めるのに必要な n 個の方程式系を得ることができる。
全ての点 (λi, f(λi)) を通る多項式を求めることは本質的に補間問題であり、ラグランジュ補間やニュートン補間法を用いて解くことができ、シルベスターの公式が導かれる。
例1
例として、
{\displaystyle f(A)=e^{At}\qquad (A={\begin{pmatrix}1&2\\0&3\end{pmatrix}})}
の多項式表現を求めよう。A の固有多項式は p(x) = x2 − 4x + 3, 固有値は λ = 1, 3 である。剰余を r(x) = c0 + c1x と置き、固有値における値 f(λ) = r(λ) を評価して、線型方程式系
et = c0 + c1,
e3t = c0 + 3c1
を得る。これを解けば
c0 = (3et − e3t)/2, c1 = (e3t − et)/2
を得るから、
{\displaystyle e^{At}=c_{0}I_{2}+c_{1}A={\begin{pmatrix}e^{t}&e^{3t}-e^{t}\\0&e^{3t}\end{pmatrix}}}
となる。函数を g(A) = sin(At) に変えれば、係数は c0 = (3sin(t) − sin(3t))/2 および c1 = (sin(3t) − sin(t))/2 となるから
{\displaystyle \sin(At)={\begin{pmatrix}\sin t&\sin 3t-\sin t\\0&\sin 3t\end{pmatrix}}}
と求まる。
例2
同様にして、
{\displaystyle f(A)=e^{At}\qquad (A={\begin{pmatrix}0&1\\-1&0\end{pmatrix}})}
を考える。A の固有多項式は p(x) = x2 + 1, 固有値は λ = ±i である。先と同様に、固有値における値に関する連立方程式
eit = c0 + ic1,
e−it = c0 − ic1
を解いて、
c0 = (eit + e−it)/2 = cos(t), c1 = (eit − e−it)/2i = sin(t)
を得る。この場合の
{\displaystyle e^{At}=(\cos t)I_{2}+(\sin t)A={\begin{pmatrix}\cos t&\sin t\\-\sin t&\cos t\end{pmatrix}}}
は回転行列である。
このような利用法の標準的な例は、行列リー群への付随するリー環からの指数写像である。これは行列指数関数 {\displaystyle \exp \colon {\mathfrak {g}}\to G;}
{\displaystyle tX\mapsto e^{tX}=\textstyle \sum \limits _{n=0}^{\infty }{\dfrac {t^{n}X^{n}}{n!}}=I+tX+{\dfrac {t^{2}X^{2}}{2}}+\cdots \qquad (t\in \mathbb {R} ,X\in {\mathfrak {g}})}
として与えられる。その多項式表示は SU(2) に対しては古くから知られており、パウリ行列 σ を用いて
{\displaystyle e^{i(\theta /2)({\hat {n}}\cdot \sigma )}=I_{2}\cos \theta /2+i({\hat {n}}\cdot \sigma )\sin \theta /2}
と書ける。SO(3) も同様で
{\displaystyle e^{i\theta ({\hat {n}}\cdot \mathbf {J} )}=I_{3}+i({\hat {n}}\cdot \mathbf {J} )\sin \theta +({\hat {n}}\cdot \mathbf {J} )^{2}(\cos \theta -1)}
と書ける（これはロドリゲスの回転公式である）。記法については (rotation group SO(3)#A note on Lie algebra) を見よ。
後に下れば、ほかの群に対する表示も知られており、例えばローレンツ群 SO(3, 1), O(4, 2), SU(2, 2), GL(n, R)など。ここに O(4, 2) は時空の共形群 で SU(2, 2) はその単連結被覆（より精確には、O(4, 2) の連結成分 SO+(4, 2) の単連結被覆）である。得られた多項式表示は、これら群の標準表現 (standard representation) に適用される。行列の冪を計算するために固有値に関するある種の知識が必要である。SU(2) の（したがって SO(3)) の）閉じた式は、近年にはすべての既約表現（例えば任意の spin）に対して得られている。

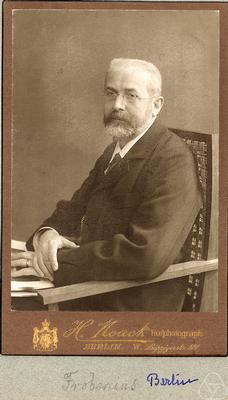
フェルディナント・ゲオルク・フロベニウス (1849-1917) はドイツの数学者。主な興味は楕円函数、微分方程式、のちに群論。
1878年、フロベニウスがケイリー・ハミルトンの定理の完全な証明を初めて与えた。

### 代数的数論
代数的整数の最小多項式の計算においてもケイリー・ハミルトンの定理は有用である。例えば、Q の有限次拡大 Q[α1, …, αk] とその代数的整数 α（これは添加された元の冪積 α n1
1 …α nk
k  の非自明な Q-線型結合に書ける）が与えられたとき、α を掛けるという Q-線型変換
{\displaystyle \cdot \alpha \colon \mathbb {Q} [\alpha _{1},\cdots ,\alpha _{k}]\to \mathbb {Q} [\alpha _{1},\cdots ,\alpha _{k}]}
の表現行列を A と書けば、A にケイリー・ハミルトンの定理を適用することにより α の最小多項式が求まる。

## 一般の証明
一般次数の n次正方行列 {\displaystyle A=(a_{ij})_{i,j=1}^{n}} についてのケイリー・ハミルトンの定理の証明には、いくつかの方法がある。

### 三角化による証明
文献に掲載されている方法による。
A の固有多項式を {\displaystyle p_{A}(t)=\det(tI_{n}-A)}, 固有値を λ1, …, λn とする。
{\displaystyle p_{A}(t)=(t-\lambda _{1})\cdots (t-\lambda _{n})}
A を上三角化した行列を B とする。このとき対角成分に固有値 λ1, …, λn が並ぶ：
{\displaystyle B:=P^{-1}AP={\begin{pmatrix}\lambda _{1}&&&*&\\&\lambda _{2}&&&\\&&\lambda _{3}&&\\&&&\ddots &\\&&&&\lambda _{n}\end{pmatrix}}}
{\displaystyle {\begin{aligned}p_{A}(A)&=(A-\lambda _{1}I)\cdots (A-\lambda _{n}I)\\&=(PBP^{-1}-\lambda _{1}I)\cdots (PBP^{-1}-\lambda _{n}I)\\&=P\{(B-\lambda _{1}I)\cdots (B-\lambda _{n}I)\}P^{-1}\ \cdots \ (1)\\\end{aligned}}}
ここで {\displaystyle p_{B}(B)=(B-\lambda _{1}I)\cdots (B-\lambda _{n}I)} を計算する。
{\displaystyle C_{k}:=B-\lambda _{k}I\ (k=1,2,\cdots ,n)} とおく。Ck は上三角行列で、(k, k) 成分は 0 である。
{\displaystyle C_{1}C_{2}} を計算すると、
{\displaystyle \left({\begin{array}{c|c|cc}0&*&\cdots &*\\\hline &*&\cdots &*\\\hline &&\ddots &\vdots \\&&&*\end{array}}\right)\left({\begin{array}{c|c|cc}*&*&\cdots &*\\\hline &0&\cdots &*\\\hline &&\ddots &\vdots \\&&&*\end{array}}\right)=\left({\begin{array}{c|c|cc}0&0&\cdots &*\\\hline &0&\cdots &*\\\hline &&\ddots &\vdots \\&&&*\end{array}}\right)}
故に、第2列までは成分が全て 0 になる。同様にして、帰納的に、{\displaystyle C_{k}} を掛けると、第k列までの成分は全て 0 になる。これを n番目まで繰り返すことにより
{\displaystyle C_{1}\cdots C_{n}=O}
故に (1) は
{\displaystyle P(C_{1}\cdots C_{n})P^{-1}=O}（証明終）

### 単因子による証明
単因子論を用いると、簡単に導出できる。ただし、単因子標準形の存在・一意性の証明にはかなりの工程を要する。
文献に掲載されている方法による。
xI − A の単因子標準形は、{\displaystyle \deg \det(xI-A)=n} より、
{\displaystyle P(x)(xI-A)Q(x)={\begin{pmatrix}e_{1}(x)&&\\&\ddots &\\&&e_{n}(x)\\\end{pmatrix}}}
の形となる。ここで、ek(x) はモニック多項式、ek−1(x) | ek(x)（つまり ek(x) は ek−1(x) で割り切れる）である。 
単因子論で知られている結果として、最後の単因子 en(x) は A の最小多項式 φA(x) に等しい。
{\displaystyle {\begin{aligned}p_{A}(x)&=\det(xI-A)\\&=\det P(x)^{-1}\cdot (e_{1}(x)\cdots e_{n-1}(x)\phi _{A}(x))\cdot \det Q(x)^{-1}\end{aligned}}}
故に固有多項式 pA(x) は最小多項式 φA(x) で割り切れると分かる。故に p(A) = O（証明終）

### 余因子行列による証明
A の固有多項式を定義する行列 tIn − A は多項式行列である。多項式全体は可換環をなすから、この行列の余因子行列
{\displaystyle B(t):=\operatorname {adj} (tI_{n}-A)}
が存在して、基本関係式により
が成り立つ。
この B(t) もまた t を変数とする多項式行列であるから、各 i に対して行列の各成分から ti の項だけを取り出してまとめたものを係数行列 Bi として、
と書き直すことができる（B(t) の定義の仕方から、tn−1 より高次の冪は現れないことに注意）。これは、多項式行列を、「行列を係数とする多項式」（定数成分行列の線型結合）で表す便法である（それを強調するために ti は係数として左側に書いている）。
さて等式 1 を積の双線型性により展開すれば
{\displaystyle {\begin{aligned}p(t)I_{n}&=tB(t)-AB(t)\\&=\textstyle \sum \limits _{i=0}^{n-1}t^{i+1}B_{i}-\sum \limits _{i=0}^{n-1}t^{i}AB_{i}\\&=t^{n}B_{n-1}+\textstyle \sum \limits _{i=1}^{n-1}t^{i}(B_{i-1}-AB_{i})-AB_{0}\\&=:t^{n}I_{n}+t^{n-1}c_{n-1}I_{n}+\cdots +tc_{1}I_{n}+c_{0}I_{n}\end{aligned}}}
の形に書ける（これは t を変数とする2つの多項式行列の間の等式である）。この等式が成り立つのは、各 i について、ti を係数とする定数成分行列がそれぞれ等しくなるときである。このような係数比較 により、
{\displaystyle {\begin{aligned}&B_{n-1}=I_{n},\\&B_{i-1}-AB_{i}=c_{i}I_{n}\qquad (i=1,\cdots ,n-1),\\&-AB_{0}=c_{0}I_{n}\end{aligned}}}
を得る。これにそれぞれ（比較に用いた ti に応じて）Ai を掛けて足し合わせた
{\displaystyle {\begin{aligned}p(A)&=A^{n}+c_{n-1}A^{n-1}+\cdots +c_{1}A+c_{0}I_{n}\\&=A^{n}B_{n-1}+\textstyle \sum \limits _{i=1}^{n-1}\left(A^{i}B_{i-1}-A^{i+1}B_{i}\right)-AB_{0}\end{aligned}}}
は畳み込み和として全ての項が打ち消し合うから、p(A) = O となる。（証明終）

### 行列係数の多項式を用いた証明
まず、前節の証明に現れる式によって示唆される「行列係数の多項式」という概念について正当化しておく。これには非可換環係数の多項式というある意味普通ではないものを考えることになるので、入念に注意を払う必要が出てくる。通常の多項式で正当化されることが、今の定では適用できないということが多々起こる。
著しい点として、通常の可換環係数の多項式に対する算術は、多項式を多項式函数と同一視して函数としての（点ごとの）演算を雛形とすることができるが、非可換環係数ではそれは可能ではない（実は、非可換環上での場合には、乗法のもとで閉じる多項式函数の明らかな概念は存在しない）。それゆえ、行列係数の変数 t に関する多項式を考えるときには、変数 t は係数環の任意の値を取りうる「未知数」と考えてはいけなくて、いくつかの決まったルールに従う形式的な記号としての「不定元」として扱うべきである。特に t に特定の値を代入しようというのは危険である。
{\displaystyle (f+g)(x)=\sum _{i}\left(f_{i}+g_{i}\right)x^{i}=\sum _{i}f_{i}x^{i}+\sum _{i}g_{i}x^{i}=f(x)+g(x)}
適当な環 R（例えば実数体 R や複素数体 C）に成分を持つ n次正方行列環を M(n, R) と書き、その一つの元として行列 A をとる。t に関する多項式を係数として持つ行列、例えば tIn − A やその余因子行列（の転置行列）B なとは M(n, R[t]) の元である。t の同じ次数の冪を含む項をまとめることにより、M(n, R[t]) に属する行列を t を変数とする行列係数の「多項式」の形に書き表すことができる。行列係数の多項式全体の成す集合を M(n, R)[t] と書けば、M(n, R)[t] と M(n, R[t]) との間に一対一対応が存在するから、それにより対応する算術演算を定義することができる。特に乗法は
{\displaystyle \left(\sum M_{i}t^{i}\right)\left(\sum N_{j}t^{j}\right)=\sum _{i,j}(M_{i}N_{j})t^{i+j}}
で与えられる。これは明らかに非可換な乗法である（特に右辺の係数における積の順番は、左辺の対応する因子の現れる順番を反映するようにしなければならない）。
この設定で、等式 {\displaystyle (tI_{n}-A)B=p(t)I_{n}} は M(n, R)[t] の元の間の乗法を含む式と見なすことができる。この時点で、単に t が行列 A に等しいとおく誘惑にかられそうになる（そうすれば左辺は零行列で右辺は p(A) になるから）が、これは係数が可換でないときには許されない操作である。それでも非可換環 M 上で「右評価写像」evA: M[t] → M は定義できる（これは各 ti を A の冪 Ai で置き換えるが、この冪は常に対応する係数の右から掛けるものと約束するものである）。ただしこれは環準同型にならない（積の右評価写像の値は右評価写像の積とは一般には異なる）から、行列係数多項式の乗法が t を係数環に属する未知数と見ての乗法を雛形としたものでないことが確認できる（積 Mti⋅Ntj = (MN)ti+j は変数 t は常に N と可換と仮定することで定義できるが、これは t を行列 A で置き換えるときには常には期待できない。ただし、手近な特定の状況を想定する場合にはこの問題をうまく回避できることもある（たとえば、上記の右評価写像は行列 A が係数環の中心に属している場合には（どの多項式でもすべての係数と A は可換になるから）環準同型になる）。
ケイリー・ハミルトンの定理の証明では M を行列環全体と考えるならば A は必ずしも中心に属するわけではないけれども、M としてより小さい環（証明に現れるすべての多項式の係数すべてを含んでいるようなもの）に取り換えて、その中の元すべてが A と可換になるようにするという手段をとることはできる。明らかに、A と可換な行列全体として与えられる部分環（すなわち A の中心化環）Z はそのような部分環の候補になる（定義により、A は Z の中心元である）。この中心化環が In および A を含んでいることは明らかだが、tIn − A の余因子行列の転置 (adjugate matrix) B に現れる ti の係数 Bi を含むことも示せる。実際、余因子行列の転置の基本関係として
{\displaystyle B(tI_{n}-A)=(tI_{n}-A)B}
が成り立つが、これに B = ∑m
i= 0 Bi⋅ti を代入して整理すれば
{\displaystyle \sum _{i=0}^{m}B_{i}At^{i}=\sum _{i=0}^{m}AB_{i}t^{i}}
が残る。各 i に対して係数比較を行うことにより、所期の式 ABi = BiA が得られる。
このように実際に evA が環準同型となる適切な設定の下が求められたからには、定理の証明は
{\displaystyle {\begin{aligned}\operatorname {ev} _{A}{\bigl (}p(t)I_{n}{\bigr )}&=\operatorname {ev} _{A}((tI_{n}-A)B)\\p(A)&=\operatorname {ev} _{A}(tI_{n}-A)\cdot \operatorname {ev} _{A}(B)\\p(A)&=(AI_{n}-A)\cdot \operatorname {ev} _{A}(B)=O\cdot \operatorname {ev} _{A}(B)=O\end{aligned}}} として完成する。

### 2つの証明の折衷
余因子行列の証明において、B の係数 Bi は随伴行列の基本関係式の右辺だけに基づいて決定することができる。実は導かれた最初の n 本の式は、多項式 p(t)In をモニック多項式 Int − A で除した商 B を決定するものと解釈することができ、また最後の式はその除した剰余が零であるという事実を表すと解釈できる。この割り算は行列係数多項式の環において行われる。実際、非可換環係数の場合においてさえも、モニック多項式 P によるユークリッド除法（余り付き除算）は定義され、通常（可換環上）と同様に次数に関する条件を満たす商と剰余が常に一意的に取り出される（ここで P がどちら側因子であるかは決まっていることが前提である。今の場合は左因子である）。
注ここでの主張において重要な点である「商と剰余が一意であること」を見るには、2通りの表示 PQ + r = PQ′ + r′ があったとしてそれを P(Q − Q′) = r′ − r の形に書けば十分である。実際、P はモニック（最高次係数 1）であるから P(Q − Q′) の次数は Q = Q′ でなければ P の次数より小さくはならない。
しかしここで用いた被除数 p(t)In も除数 Int − A もともに部分環 (R[A])[t] に属している（ここで R[A] は A の生成する行列環 M(n, R) の部分環、すなわち A のすべての冪によって R 上線型に張られる集合である）。したがって、実は上記の割り算は可換多項式環の中で実行できるものであり、もちろんこの小さい環においても同じ商 B と剰余 0 が与えられる。このことから特に B が実は (R[A])[t] に属すことが分かる。このように可換環部分環の中で考えれば、等式 p(t)In = (tIn − A)B において t を A とおくことは有効、すなわち評価写像
{\displaystyle \operatorname {ev} _{A}\colon (R[A])[t]\to R[A]}
は環準同型となり第二の証明と同じく所期の {\displaystyle p(A)=0\cdot \operatorname {ev} _{A}(B)=0} を与える。
定理を証明することに加えて、上記の論法では B の係数 Bi は A に関する多項式であることまで分かる（これに対して、第二の証明からはそれらは A の中心化環 Z に入ることしか分からない。一般に Z は R[A] より大きな部分環であり、可換とも限らない）。特に定数項 B0 = adj(−A) が R[A] に入る。A は勝手な正方行列でよかったのだから、これにより adj(A) が常に A の多項式に書ける（係数は A ごとに変わる）ことが保証される。
実は最初の証明で求めた等式により順番に {\displaystyle B_{n-1},\cdots ,B_{1},B_{0}} を A の多項式として表すことができ、任意の n次正方行列に対して有効な恒等式
{\displaystyle \operatorname {adj} (-A)=\sum _{i=1}^{n}c_{i}A^{i-1}}
が導かれる。ここに、ci は A の固有多項式 p(t) = tn + cn−1tn−1 + … + c1t + c0 のものである。
注この恒等式はケイリー・ハミルトンの定理の主張を含意するものである。実際、adj(−A) を右辺に移項してから A を（左から、あるいは右から）掛け、基本関係式 (adj) から分かる：
{\displaystyle -A\cdot \operatorname {adj} (-A)=\operatorname {adj} (-A)\cdot (-A)=\det(-A)I_{n}=c_{0}I_{n}} を入れれば所期の式である。

## 抽象化・一般化
上で述べた通り、定理の主張における行列 p(A) は、先に行列式を評価してからその後で行列 A を変数 t に代入して得るものであり、行列式を計算する前に行列 tIn − A に代入を行うことは意味をなさない。にも拘らず、p(A) をある特定の行列式の値として直截に得ることのできる解釈を与えることは可能である。
ただしこれには、環上の行列 A とはその成分 aij のことともそれらの全体としての A そのものとも解釈できるというような、やや面倒な状況を設定する必要がある。すなわち、環 R 上の n次正方行列全体の成す環 M(n, R) の中で、成分 aij はスカラー行列 aijIn として実現されるし、A それ自体も入っている。しかし行列を成分とする行列は、ここでの意図でない区分行列との混同を引き起こしかねない（区分行列と考えると行列式の概念が正しく与えられない）。状況をよりはっきりさせるため、基底 e1, …, en を持つ n次元ベクトル空間（係数環 R が体でないときは n階 R-自由加群）V 上の自己準同型 φ を行列 A と区別をつけて、全自己準同型環 V 上の行列を考えることにする。そうすると、各 φ ∈ End(V) は行列の成分になれるし、その一方で行列 A とは各 (i, j)成分がスカラー aij倍するという自己準同型になっているような M(n, End(V)) の元を指すものとできる（同様に単位行列 In も M(n, End(V)) の元と解釈される）。
ただし、End(V) は可換環ではないから、M(n, End(V)) の全体で定義される行列式は存在せず、End(V) の可換部分環上の行列に限った場合にだけ行列式が定義できることには注意しなければならない。今、問題の行列 φIn − A の成分はすべて、φ と恒等変換で R 上生成される可換部分環 R[φ] に属しているから、行列式をとる写像 det: M(n, R[φ]) → R[φ] は定義されて、det(φIn − A) を A の固有多項式を φ において評価した値とすることができる（このことは A と φ との間に成り立つ関係とは無関係に成り立つ）。
この設定で、ケイリー・ハミルトンの定理の主張は p(φ) が零写像となることである。この設定での定理の証明を以下に示す（これは（中山の補題と関連した）より一般の形で (Atiyah & MacDonald 1969, Prop. 2.4) にあるものである）:
この証明を検討すれば、固有多項式をとる行列 A は、多項式に代入する値としての φ と同一である必要がないことが分かる。すなわち V 上の自己準同型 φ は、最初に与えた等式 φ(ei) = ∑
j aji⋅ej を、何らかの元の列 e1,　…, en に対して満足すればよい（これらの元の生成する空間を改めて V と書けば上記の証明を追うことができる）。この元の列には基底のような独立性は仮定しないでよいから、生成される空間の次元は n よりも小さくなり得るし、係数環が体でないときは自由加群でない場合も出てくる。
そうして R を生成系 {e1, …, en} を持つ任意の可換環とし、R の自己準同型 φ の上記生成系に関する表現行列が A = (aij), すなわち
{\displaystyle \varphi (e_{j})=\sum a_{ij}e_{i}\qquad (j=1,\cdots ,n)}
を満たすものとする設定の下でのケイリー・ハミルトンの定理：pφ(φ) = 0 が満足されることが正当化できる。
このように一般化された状況におけるこの定理は可換環論および代数幾何学において重要な中山の補題の源流である。